# エリカ・ホフマン
エリカ・ホフマン（Erika Hoffmann、1902年3月28日 - 1995年2月5日）は、マリエンブルク郡（西地区）の生まれのフレーベル研究でドイツを代表する第一人者の1人、就学前教育、社会教育学でも業績多数、幼児教育、小学校教育学の教授。学校の校長、教育評論家でもあった。

## 略歴と業績
エリカ・ルイーゼ・ローラ・ホフマンはノイタイヒャーヴァルデ（西プロイセン）で小学校教師エミール・ホフマンとその妻ヴィルヘルミーネ・ホフマン（旧姓カール）の娘として生まれた。厳格な親の躾けにもかかわらず、彼女は「森や野原での自由な遊びを特徴とする幸せな子供時代」を過ごした。彼女は女子中等学校に通い、その後、小学校、中学校および高校の教員養成課程を修了した。1923年から彼女はゲッティンゲン大学で自然科学を学んだが、すぐに研究分野を変更し、ヘルマン・ノールの取り巻きの学生グループに加わった。彼女は 1928年に教育学の博士号を専攻して卒業した。彼女の博士論文のテーマは「教育における弁証法的思考」だった。
1928年から1947年まで、エリカ・ホフマンは、短い中断期間はあるものの、ベルリンの有名なペスタロッチ・フレーベルハウス(略称:PFH)で教育学と心理学の専門教師を務めた。

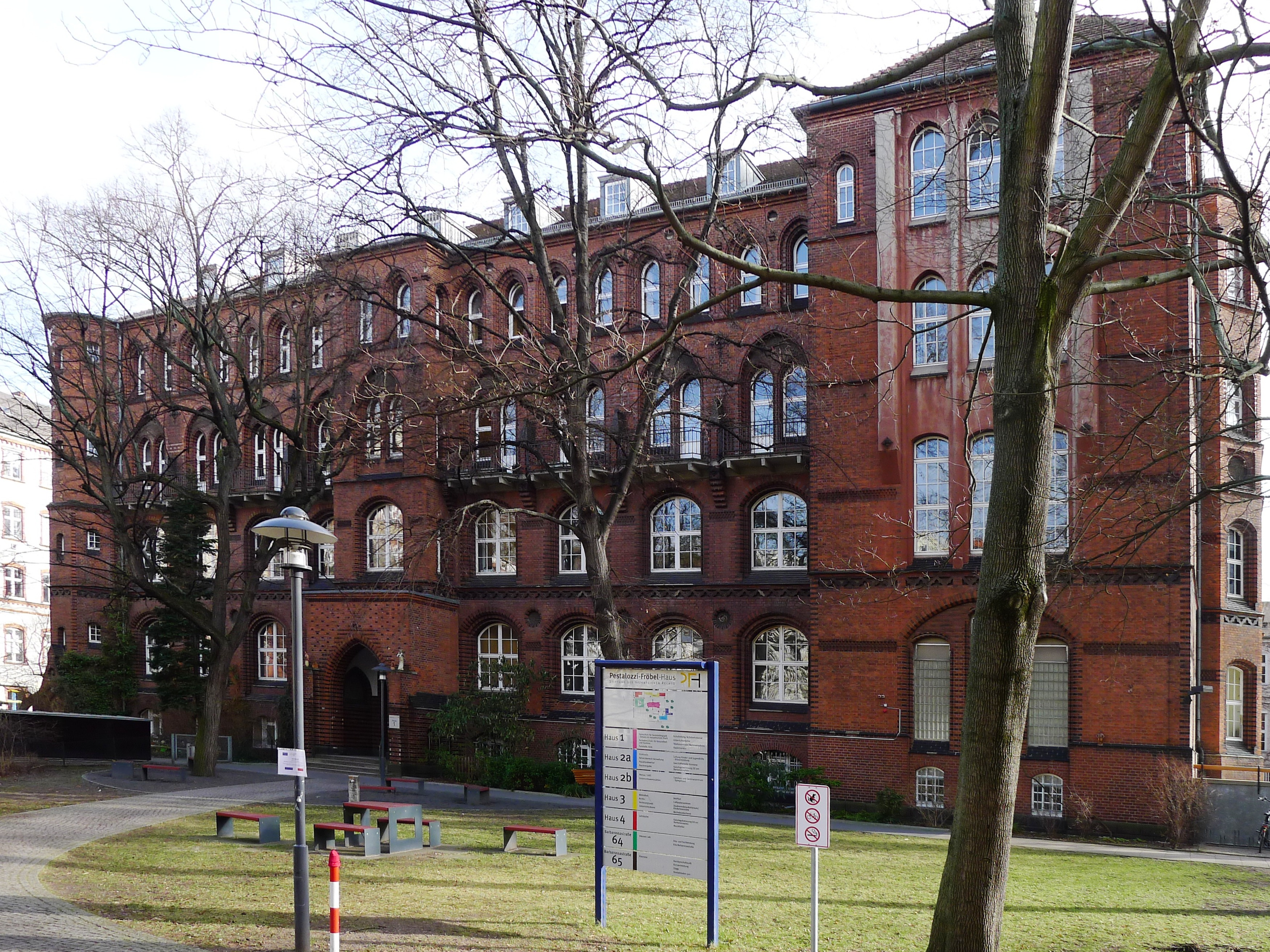
ペスタロッチ・フレーベルハウス1、2015年

この時から亡くなるまで、彼女はフリードリッヒ・フレーベル、彼の幼稚園についての見解、彼の哲学、おもちゃや活動、著作などについて集中的に研究し、本を執筆した。そのときでさえ、彼女は幼稚園を、困窮し嫌がらせを受けている家族への緊急援助や、学校への先取りの手助けと見るべきではないと主張した。むしろ、エリカ・ホフマンは幼稚園を「幼児期の子どものための特別な教育の場」、子どもの精神的・霊的特性を考慮した、就学前の子どもを総合的に教育するための機関として見ていた。（Kaiser/Oubaid 1986、p. 63を参照）。
1936年の夏、彼女は法とデザインに関するNS工芸会議所の会議の一環として、ミュンヘンでフレーベルの玩具システムの完全版を初めて展示し、続いて 1940年にバイロイトで100周年を記念してさらに改良された展示を行った。これらは、その後1948年にゾンネンベルクおもちゃ博物館に保管され、現在もそこで見ることができる。
フリードリヒ・フレーベルの厳選された著作（第1巻、1951年、第2巻、1951年、第4巻、1982年、および第5巻、1986年）の彼女の出版は、フレーベル研究にとって今でも非常に重要であり、特筆に値する。
1934年から1943年まで、彼女は季刊誌Kinderforschungの編集委員会のメンバーを務めた。この間、彼女は政権からの度重なる要請にもかかわらずNSDAPのメンバーにはならなかったが、1934年から国家社会主義公共福祉（NSV: Nationalsozialistische Volkswohlfahrt）に、1935年からナチス教員連盟に所属していた。そうすることで、彼女は直接の批判をすることなく民族的国民性と国民共同体の思想体系に適応した。
ナチスの独裁政権崩壊後、彼女は英国軍当局から再教育の問題について相談を受けた。彼らの非ナチ化（Entnazifizierung）については詳しい情報はない。1946年、エリカ・ホフマンはツェレに新設されたアドルフ・ライヒヴァイン教育大学で博士課程の指導教員からオファーされた講師を断り、翌年4月にワイマールにフレーベル研究センターを設立するチューリンゲン州政府の任務を引き受けた。
1947年の初めに、エリカ・ホフマンはワイマールに移った。そこで彼女はゲーテ・シラーアーカイブにフレーベル研究センターを設立した。同時に、彼女はそこで幼稚園教諭養成所で心理学を教えた。
わずか6か月後、改革教育学者のペーター・ペーターゼンの支援を受けて、エリカ・ホフマンはフリードリヒ・シラー大学のイエナ校で教育学部で幼稚園と小学校の教育学の全教職を担う教授に招聘された。1949年の秋に彼女は東ドイツ（ソ連占領地域）から逃亡し、リューネブルク教育大学で教職に就いたが、1951年に解雇された。その理由は、彼女が友人のエリザベス・シーゲルとともに、教育省との対立により一夜にして所長を解任されたマーティン・ストールマンの不当な扱いに抗議したためであった。その後、彼女は 1966年までカッセルの福音主義フレーベル保育者養成所（Evangelische Fröbelseminar Kassel）で所長を務めた。彼女にとって魅力的だったのは、「プロテスタントの家庭共同体をそのような訓練学校の焦点にする試み、つまり自由な芸術的生活の形態」だった。
1960年代半ばの一般的な教育政策議論の過程で、それまで主に行われていた幼稚園とフレーベル教育学が世間の批判の焦点となった。
エリカ・ホフマンはフリードリヒ・フレーベルの側に立って、彼女が最初の教育レベル（学校）であると宣言した幼稚園についてのフレーベルの考え方を支持した。エリカ・ホフマンは幼稚園を批判する者たちに反論した。彼（フリードリヒ・フレーベル）は当時の教育制度全体を批判し、幼稚園によって新しい教育の基礎を築こうとしたのだ。この幼稚園は、決して家族に取って代わるものではなく、家族を強化し、それを学校に伝えるものだ。子どもは遊ばせてもらうこと（Spielpflege）を通じて学校への準備をする必要があるのだ。しかし、ドイツの学校は幼稚園を第一段階の教育として受け入れなかった。

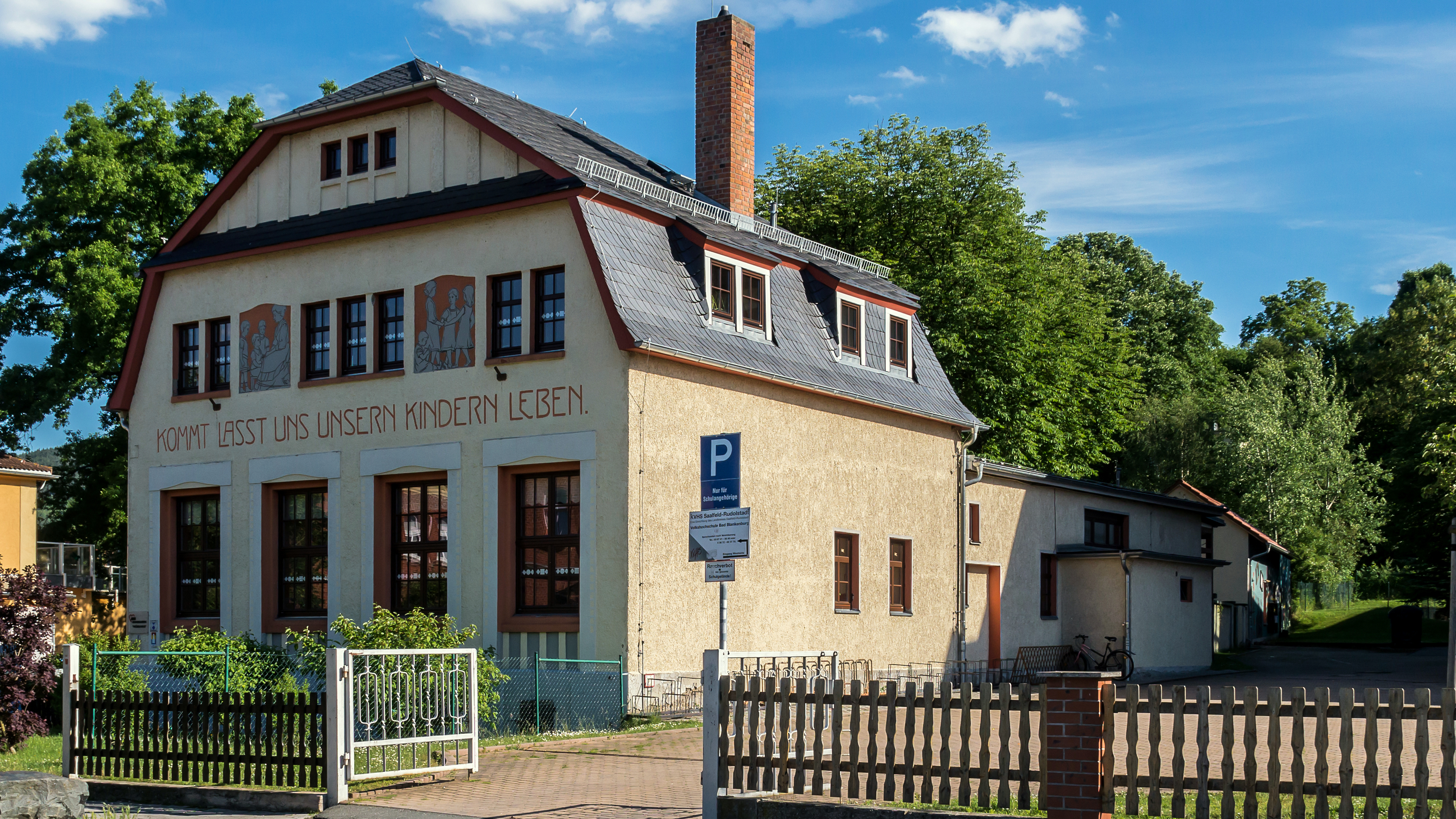
1908年開園のバートブランケンブルクのフレーベル幼稚園

エリカ・ホフマンにとって、幼稚園は次の3つの使命を果たさなければならない社会教育的な施設である。
1970年の就学前会議(Vorschulkongresses 1970.9 in Hannover)で、ホフマンの幼稚園の概念は時代遅れで古臭いと判断された。
子どもたちが何かを達成することができ、達成したいという事実、それは好奇心を知識への渇望に変えることの問題であるという事実は、幼稚園ではしばしば無遠慮に拒否されている。
老教育学者でペスタロッツィ・フレーベル協会理事のエリカ・ホフマンは、「私たちは、子どもたちの拙速な早熟化に対して、教育的に抵抗しなければならない。幼稚園はこの抵抗を提供すべきであり、提供しなければならない。そして、子どもたちの知能の向上と早熟が混同されているため、ほとんどの幼稚園では、「自分自身の達成への願望…」は未だに後回しにされている。エリカ・ホフマンが断固として述べているように「この幸福な一体感の中では、そしてお互いのためにしばらく後回しにしなければならない。」。
エリカ・ホフマンは、「ペスタロッチ・フレーベル協会（Pestalozzi-Fröbel-Verband）」、「プロテスタント保育専門家協会（Berufsverband evangelischer Kinderpflege）」、「青少年福祉作業部会（Arbeitsgemeinschaft für Jugendhilfe）」、「世界幼児教育機構（Organisation mondiale pour l'Education préscolaire）」などの重要な団体のメンバーであった。1995年2月5日にほぼ93歳でゲッティンゲンで亡くなった。

## 著作（一部抜粋）
- Henriette Schrader-Breymann, Langensalza 1930
- Fröbels Theorie des Spiels 3. Aufsätze zur dritten Gabe, Langensalza
- Friedrich Fröbel. Briefwechsel mit Kindern, Berlin 1940
- Friedrich Fröbel an Gräfin Brunszvik. Berlin 1944
- Friedrich Fröbel und Karl Hagen, Weimar 1948
- Friedrich Fröbel. Ausgewählte Schriften. Band 1: Kleine Schriften und Briefe von 1809–1851, Bonn-Bad Godesberg 1951
- Friedrich Fröbel. Ausgewählte Schriften. Band 2: Die Menschenerziehung, Bonn-Bad Godesberg 1951
- Der deutsche Kindergarten, in: Unsere Jugend, 6 1954, S. 345–350.
- Das Problem der Schulreife. Würzburg 1956
- Der Kindergarten im Dorf, in: Evangelische Kinderpflege, 13, 1962, S. 219–224.
- Wie modern ist Fröbel?, in: Spielen und Lernen, 1, 1961, S. 20–22.
- Über die sozialpädagogischen Methoden, in Neue Sammlung, 1962, S. 36–51.wieder in: Hermann Röhrs, Hg.: Sozialpädagogik und ihre Theorie. Auswahl repräsentativer Texte, Pädagogik. Frankfurt 1968, S. 11–30. Insbes. zur Rolle von Frauen in der Sozialpädagogik
- Vorschulerziehung in Deutschland. Historische Entwicklung im Abriß. Witten 1971
- Friedrich Fröbel. Ausgewählte Schriften. Band 4: Die Spielgaben, Stuttgart 1982
- Friedrich Fröbel. Ausgewählte Schriften. Band 5: Briefe und Dokumente über Keilhau. Erster Versuch der Sphärischen Erziehung, Stuttgart 1986